# Аникин, Александр Александрович
Александр Александрович Аникин (род. 13 июля 1960, Владимир) — прокурор Московской области (2011—2013). Почётный работник прокуратуры Российской Федерации, заслуженный юрист Российской Федерации, государственный советник юстиции 2 класса.

## Биография

### Карьера
- 1978 год — техник-лаборант прокуратуры Владимирской области.
- 1978—1979 годы — служба в армии, поступление в институт.
- 1984 год — завершил обучение на юридическом факультете Ивановского государственного университета.
- 1982—1984 годы — стажер, старший следователь прокуратуры Фрунзенского района города Владимира.
- 1984—1987 годы — старший следователь прокуратуры города Владимир.
- 1987—1992 годы — прокурор-криминалист, начальник отдела по надзору за следствием и дознанием в органах МВД прокуратуры Владимирской области.
- 1992—1997 годы — Муромский городской прокурор Владимирской области.
- 1997—2000 годы — первый заместитель прокурора Рязанской области.
- 2000—2005 годы — прокурор Тверской области.
- 2005—2007 годы — прокурор Приморского края, в период работы в Приморье был награждён нагрудным знаком «За безупречную службу»[1], одновременно вручено именное оружие[2].
- 2007 год — Аникин вступил в «International Association of Anti-Corruption Authorities» (Международную ассоциацию антикоррупционных органов).
- 2007—2011 годы — работал в должности начальника «Управления по надзору за исполнением законодательства о противодействии коррупции Генеральной прокуратуры Российской Федерации», летом 2011 года на этой должности его сменил прокурор Москвы Юрий Сёмин[3].
- 2011—2013 годы — прокурор Московской области, с 2013 года в отставке, его место занял Алексей Захаров, зять Шойгу.
- 2014 год — начальник департамента Управления Президента Российской Федерации по вопросам государственной службы и кадров, награждён Почетной грамотой Президента Российской Федерации.

### Деятельность

#### 2005 — 2010
Прославился Аникин тем, что возбуждал уголовные дела в отношении известных личностей, в том числе мэра Владивостока Владимира Николаева, экс-мэра Юрия Копылова, вице-губернатора Александра Шишкина, бывшего вице-губернатора Бориса Гельцера и многих других высокопоставленных лиц, подозреваемых в коррупции. Одними из первых громких разоблачений Аникина стали дела регионального губернатора Владимира Платова и мэра Твери Олега Лебедева, в высокой должности начальника антикоррупционного главка Аникин работал с делом «Фонда обязательного медицинского страхования». Он был сторонником введения в УК статьи о конфискации имущества. В результате, а также из-за того, что Аникин одно время возглавлял «Управление Генпрокуратуры по надзору за исполнением законодательства о противодействии коррупции», этот принципиальный прокурор именовался «самым страшным прокурором России» и «главным в России борцом с коррупцией»:

Неудивительно, что, когда Подмосковье потряс громкий скандал о крышевании прокурорами игорного бизнеса, именно Аникину предложили возглавить областную прокуратуру. Судя по всему, сам Аникин своему новому назначению в апреле 2011 года не радовался. Во всяком случае, он очень болезненно относился к любым упоминаниям рядом с его именем обстоятельств, предшествовавших его приходу на должность.— «Московский комсомолец» №26292 от 29 июля 2013
Тревоги Аникина оказались не напрасными, в подмосковном регионе фортуна отвернулась от прокурора, а первый звонок прозвенел годом ранее, в истории с Дагестаном, — незадолго до подмосковных событий дагестанским прокурорам также пытались вменить казино, но своевременные жалобы первого вице-премьера правительства республики Ризвана Курбанова Аникиным были проигнорированы.
Парадоксальным образом уход Аникина из главка позволил «спрятать в аппарате» от следствия по игорному делу экс-прокурора Москвы Юрия Семина, которого назначили на место Аникина надзирать за исполнением законодательства о противодействии коррупции.

#### 2011 — 2013
В апреле 2011 года Московская областная дума единогласно утвердила на посту прокурора Московской области кандидатуру Александра Аникина, предложенную генеральным прокурором РФ Юрием Чайкой и представленную депутатам заместителем генпрокурора России Владимиром Малиновским, в тот же день Чайка подписал приказ о назначении новым 1-м зампрокурором Московской области советника юстиции 3-го класса Виктора Наседкина, к которому, первоначально, Аникин отнесся благожелательно. По мнению газеты «Коммерсант», генерал-лейтенант Александр Аникин был назначен прокурором Подмосковья для выявления неблагонадежных городских и районных прокуроров после «игорного скандала», но в июле 2013 года был вынужден покинуть пост из-за конфликта с заместителями генпрокурора Гринем и тем же Малиновским. Не сложились отношения у нового подмосковного прокурора и с Правительством Московской области. Кроме этого, нелепый случай и беспечность господина Аникина обернулись утратой наградного пистолета и личных документов в апреле 2013 года, несмотря на то, что утерянные предметы удалось найти, Аникин получил дисциплинарное взыскание от руководства Генпрокуратуры, после случившегося Аникин подал прошение об отставке, но в тот момент глава Генпрокуратуры Юрий Чайка подписывать его отказался из уважения к прежним заслугам коллеги.
За два года работы в Московской области был сделан большой объем работы, так расследовалось земельное дело в отношении владельца обувной сети «Терволина» Вадима Степанова и его подчиненного Андрея Яковлева, обвиняемых в мошенничестве в особо крупных размерах, расследованы дела в отношении бывшей главы сельского поселения «Бородинское» Майи Склюевой, за мошенничество с земельными участками, расположенными в границах музея-заповедника «Бородинское поле», она осуждена к 5 годам 6 месяцам лишения свободы, велась борьба с незаконными свалками, решались вопросы с невыплатой зарплат работникам предприятий, также надзорное ведомство проверило готовность Подмосковья к пожарам. В рамках борьбы с нелегальными казино Аникин провел переаттестацию сотрудников, заменив 28 прокуроров, правда, без возбуждения уголовных дел, некоторые из них были уволены, в том числе назначенный Чайкой первый заместитель Аникина, друг первого заместителя Генпрокурора РФ Александра Буксмана и будущий прокурор Архангельской области, Виктор Наседкин, считалось, что Наседкин пытался продолжать порочную практику «круговой поруки» Игнатенко.
Истинные причины добровольной отставки Александра Александровича Аникина, которая все таки состоялась летом 2013 года, неизвестны, сослуживцы говорили про участившиеся нервные срывы руководителя, проявляющиеся, в основном, в подпитии, «Российская газета» сообщила, что «прокурор просто устал от напряженной двухлетней работы в очень непростом регионе». Многочисленные информационные источники подтверждали, что настоящей причиной увольнения стал конфликт Аникина с высоким московским начальством, однако, официальная позиция подмосковного прокурора никогда не расходилась с линией руководства, к примеру, по неудобному для сослуживцев «игорному делу подмосковных прокуроров» Аникин вообще отказался проводить уголовное расследование, объясняя свое бездействие следующим образом: «Силами центрального аппарата Генпрокуратуры такие проверки были проведены ещё до моего прихода». По поводу перевода в Подмосковье утешал себя следующими рассуждениями: «Это и не повышение, и не понижение. Это высокое доверие руководства — возглавить организацию работы на трудном участке в очень трудное время. И колоссальная ответственность», а на вопрос о своей независимости отвечал так:

Скажу откровенно, что ощущать себя одним из первых лиц области мне затруднительно, поскольку прокуратура — это федеральный государственный орган, единая централизованная система, составной частью которой и является прокуратура Московской области. — Александр Аникин: «Прокуратура — это не просто работа, это судьба», «Московский комсомолец» № 25840 от 12 января 2012

#### 2013 по н.в.
Аникин с начала сентября 2013 года курировал кадровую политику в судебной системе на посту заместителя начальника департамента кадрового управления президентской администрации, считается, что должность секретаря в «Комиссии при Президенте Российской Федерации по предварительному рассмотрению кандидатур на должности судей федеральных судов» является наиболее важной, так как именно она рекомендует президенту кандидатуры судей и руководителей высших судов.

## Критика
В 2011 году глава Серпуховского района Александр Шестун считал, что Александр Аникин в громком скандале с разоблачениями прокурорских работников, «крышевавших» нелегальные игорные заведения в Подмосковье, «продолжает политику своих предшественников», в 2013 году на «Дожде» он отметил, что в Подмосковье по-прежнему много нелегальных казино, и «крышуют» их люди из прокуратуры. До назначения на должность прокурора Московской области, региональные чиновники сравнивали методы Аникина со сталинскими репрессиями, они утверждали, что уголовные дела возбуждались по вздорным, либо незначительным поводам.